# Droga wojewódzka nr 718
Droga wojewódzka nr 718 (DW718) – droga wojewódzka w centralnej  Polsce w województwie mazowieckim przebiegająca przez teren powiatu pruszkowskiego i powiatu warszawskiego zachodniego. Droga ma długość 12 km. Łączy Pruszków  z miejscowością Borzęcin Duży. 

## Przebieg drogi
Droga rozpoczyna się w  Borzęcinie Dużym, gdzie odchodzi od drogi wojewódzkiej nr 580 a kończy w Pruszkowie, gdzie dochodzi do drogi wojewódzkiej nr 719.

## Miejscowości leżące przy trasie DW718
- Borzęcin Duży
- Wierzbin
- Topolin
- Umiastów
- Ożarów Mazowiecki
- Ołtarzew
- Domaniew
- Pruszków